# 다이도지씨
다이도지씨(일본어: 大道寺氏 다이도지시[*])는 일본의 씨족이다.
오늘날의 교토부 쓰즈키군 우지타와라정 다이도지가 발상지였다가 천본석가당으로 옮겼다고 여겨진다. 무로마치 시대 중기에 다이도지 시게토키가 이세 모리토키 등과 함께 이즈국으로 하방했다가, 이세씨가 전국다이묘 후호조씨가 되자 중신으로서 후호조씨를 섬겼다.
도요토미 히데요시의 오다와라 정벌로 주가인 후호조씨가 망하자 후호조씨와 마찬가지로 영지를 잃고 몰락했다. 에도 시대에는 하타모토 등 막신이 되었다.